# روبرت داروين
روبرت داروين (بالإنجليزية: Robert Darwin)‏ (و. 1766 – 1848 م) هو طبيب من المملكة المتحدة. كان عضوًا في الجمعية الملكية.
توفي عن عمر يناهز 82 عاماً.

## التعليم
تعلم في جامعة إدنبرة.

## جوائز
حصل على جوائز منها:
- زميل في الجمعية الملكية.